# Virginie Joron
Pour les articles homonymes, voir Joron.
Virginie Joron, née le 11 décembre 1973 à Troyes, est une femme politique française.
Membre du Rassemblement national, elle est conseillère régionale du Grand Est de 2016 à 2021 et députée européenne depuis 2019, réélue en 2024.
Ses prises de positions, notamment sur la pandémie de Covid-19, et ses liens avec les régimes russe, syrien ou indien provoquent des controverses.

## Biographie

### Naissance, études et profession
Virginie Joron naît le 11 décembre 1973 à Troyes, dans l'Aube.
Elle est diplômée en droit à l'université de Nice. Venant de Fréjus, elle s'installe en Alsace en 2000. Elle est cadre dans les assurances.

### Parcours politique
En 2015, elle se présente sous les couleurs du Front national (FN) dans le canton de Saverne (Bas-Rhin), avec Patrick Kleinklaus : le binôme arrive en tête du premier tour avec 29,8 % des suffrages, puis récolte 36,4 % des voix au second, insuffisant pour devenir conseillère départementale. L'année suivante, Virginie Joron devient conseillère régionale du Grand Est après avoir été élue sur la liste FN. Aux élections législatives de 2017, elle arrive troisième au premier tour, avec 15,75 % des voix, dans la septième circonscription du Bas-Rhin.
Elle est en huitième position sur la liste du Rassemblement national (ex-FN) aux élections européennes de 2019. Elle est élue députée européenne à l'issue du scrutin. Pierre-Louis Mériguet, un ancien identitaire au « parcours tumultueux » selon 20 Minutes (leader du groupuscule tourangeau Vox Populi, condamné pour avoir giflé un avocat en 2014), fait partie de ses assistants parlementaires.
En 2021, elle souhaite être tête de liste du RN aux élections régionales dans le Grand Est mais celle-ci revient à Laurent Jacobelli. Elle n'est pas présente sur la liste conduite par celui-ci, quittant ainsi le conseil régional.
En 2024, elle est de nouveau candidate aux élections européennes, en 16e position de la liste Rassemblement national de Jordan Bardella. La même année, après avoir été réélue eurodéputée, elle est candidate aux élections législatives pour la deuxième circonscription du Bas-Rhin,. Elle se qualifie pour une triangulaire au second tour mais y conserve sa troisième place et est battue avec 22,94% des suffrages exprimés, le sortant de l'union de la gauche (NFP), Emmanuel Fernandes, étant reconduit avec presque la majorité absolue (48,79%), et la candidate non désistée d'Ensemble pour la République, Rebecca Breitman, totalisant 28,28% des voix.

## Prises de position et controverses
Le quotidien Libération décrit Virginie Joron comme « hostile aux migrants » à la suite de son commentaire d'une vidéo partagée par Clément Martin, porte-parole de Génération identitaire.

### Voyage en Syrie
En 2019, Virginie Joron effectue un voyage en Syrie qui suscite la polémique et durant lequel elle rencontre le président Bachar el-Assad durant deux heures, aux côtés d'autres membres du Rassemblement national : Thierry Mariani, Nicolas Bay et Andréa Kotarac,. Elle se rend également à Maaloula et Seidnaya, « mais pas pour y voir la prison qualifiée d'« abattoir humain » par Amnesty International », dont elle rejette les rapports, selon L'Est Républicain,. Elle a également profité du voyage pour rencontrer les bénévoles de l'association SOS Chrétiens d'Orient.
Ce voyage est qualifié par Romain Herreros du HuffPost de « promotion » du régime syrien et d'« opération réhabilitation ». De retour en France, prise dans une alerte à la bombe, elle écrit sur un réseau social que Paris est « plus dangereux que Damas », « ville où il fait bon vivre », selon elle, déclenchant la colère de nombreux internautes, qui rappellent qu'elle évoque la capitale d’un pays en proie à une guerre civile.

### Observation de scrutins en Russie ou en Crimée occupée
En 2018 et 2021, Virginie Joron se rend en Russie ou en Crimée occupée pour endosser le rôle d'observateur électoral lors des élections russes. En juillet 2020, elle est observatrice lors du référendum constitutionnel russe en Crimée, jugé non démocratique par l'opposition russe. Son rôle est considéré comme un moyen de légitimation de l'annexion illégale par la Russie en 2014, elle dit ne pas se rappeler qui l'a invitée. Les observateurs légitimes, comme ceux de l'OSCE ou de l'ODIHR, ne sont eux pas conviés.
En juin 2021, le Parlement européen place six députés européens français, dont Virginie Joron, sur une « liste noire » les empêchant pour six mois d’effectuer des missions d’observation d'élections à l'étranger. L’assemblée reproche à cinq élus RN, d'avoir bénéficié de voyages luxueux les ayant conduits à produire des rapports positifs sur la tenue d’élections en Crimée et au Kazakhstan,,.

### Accusations de désinformation
Aux côtés de Thierry Mariani et d'autres élus du RN, Virginie Joron est accusée d'avoir participé à une campagne de propagande pour le Premier ministre indien nationaliste hindou Narendra Modi, avec la publication de tribunes dans EU Chronicle, un site de désinformation, à la suite d’un voyage au Cachemire en 2019, notamment sponsorisé par le groupe Srivastava, organisateur de ce voyage controversé dans la zone qui était alors coupée du monde et dans laquelle les députés indiens avaient interdiction de se rendre. Cette vaste campagne de désinformation vise notamment les Indiens[Comment ?], et cherche à « faire parler un ou deux députés européens et [à] présenter ces déclarations, par le truchement de faux médias et fausses ONG, comme une position officielle de l’Union européenne »,,,,,. 

### Pandémie de Covid-19 et vaccination
Virginie Joron milite contre la stratégie vaccinale de l'Union européenne et contre le vaccin anti-Covid-19. Elle rédige la préface d'un livre à propos de la vaccination écrit par la statisticienne complotiste Christine Cotton, aux côtés de Martine Wonner. Elle utilise son mandat de députée européenne pour inviter au Parlement de Strasbourg des personnalités controversées dans le monde médical et appartenant à la sphère de la désinformation sur la pandémie, comme Christian Perronne et Alexandra Henrion-Caude.
Interrogée lors de la campagne de juin 2024 par BFM TV sur sa position concernant la vaccination, elle nie être « antivax ». Elle réclame de la transparence et affirme avoir été témoin d'effets secondaires importants du vaccin.